# The Terror
The Terror je americký hororový seriál, jež je od roku 2018 vysílán televizní stanicí AMC. Jako předloha seriálu posloužila kniha Terror amerického spisovatele Dana Simmonse. Ta pojednává o osudu posádek lodí HMS Erebus a HMS Terror, které se ztratily během Franklinovy expedice. Producentem seriálu byl Ridley Scott. V roce 2019 byla natočena druhá řada seriálu The Terror - Zvěrstvo, která se odehrává během druhé světové války. O scénář jako showrunner se postaral Alexander Woo a producentský tým doplnil Max Borenstein.

## Obsazení
- Jared Harris jako kapitán Francis Crozier
- Tobias Menzies jako komandér James Fitzjames
- Paul Ready jako doktor Harry Goodsir
- Adam Nagaitis jako Cornelius Hickey
- Ian Hart jako Thomas Blanky
- Nive Nielsen jako Lady Silence
- Ciarán Hinds jako kapitán Sir John Franklin